# Yakuza Kiwami 2
Yakuza Kiwami 2 — пригодницька гра, розроблена командою Ryu Ga Gotoku Studio та видана компанією Sega для PlayStation 4. Це ремейк Yakuza 2, випущеної на PlayStation 2 у 2006 році та сиквел до Yakuza Kiwami. В Японії гра вийшла у грудні 2017 року на PlayStation 4 та роком пізніше відбувся світовий реліз. У травні 2019 року Kiwami 2 була портована на Microsoft Windows, а у липні 2020 року з'явився порт для Xbox One. У 2023 році гра також вийшла на платформі хмарного ігрового сервісу Amazon Luna.
Хоча основний сюжет в більшості своїй залишився без змін, у Yakuza Kiwami 2 було внесено ряд відмінностей від оригіналу. Насамперед, ігровий рушій, графіка та бойові системи тут повністю запозичені з Yakuza 6; перезаписана (і частково перероблена) озвучка; а також додано нову сюжетну лінію під назвою «Сага про Маджіму», де Ґоро Маджіма виступає протагоністом, і яка розблоковується по мірі проходження основного сюжету за Кірію.

## Ігровий процес

Геймплей під час бойового зіткнення: на екрані життєві показники протагоніста і його ворогів, міні-мапа локації та зброя (якщо є)

Yakuza Kiwami 2 — це пригодницька гра у жанрі побий усіх з відкритим світом і видом від третьої особи, де гравець управляє Казумою Кірію. Як і попередній ремейк, Kiwami 2 наслідує оригінальну сюжетну структуру Yakuza 2, додаючи нові геймплейні елементи та покращення. Бойова система тут повністю запозичена з Yakuza 6, але урізноманітнена новими прийомами та спеціальними кінематографічними добиваннями. Б'ючись з ворогами та досліджуючи ігровий світ, Кірію зароблятиме очки досвіду, які можна витратити на покращення характеристик, розблокування нових бойових прийомів або інших здібностей, які допомагають у грі, наприклад, позначення потенційних побічних квестів на карті або додавання допоміжних можливостей у деяких міні-іграх.
Kiwami 2 представляє нову сюжетну лінію під назвою «Сага про Маджіму», де Ґоро Маджіма є ігровим персонажем і виступає протагоністом. Крім того, в основний сюжет введена масштабна міні-гра в жанрі захисту вежами під назвою «Маджіма Констракшн», де гравець збирає різноманітних бійців у вигляді колекційних ігрових карток з унікальними характеристиками і прийомами, щоб використати їх у боротьбі з конкурентами своєї будівельної фірми. Окрім Маджіма Констракшн, в Kiwami 2 повернулась інша менеджмент-гра з Yakuza 0 — «Гран-прі Кабаре Клубів», де Кірію тимчасово візьме на себе управління хостесс-клубом.
Традиційно для серії, в Kiwami 2 представлений широкий асортимент міні-ігор: туалети, кран-машина, класичні аркадні ігри Sega (Virtua Fighter 2 (1994) та Virtual On (1995)), бейсбольні клітки, блекджек, покер, дартс, кой-кой,  ойчо-кабу, гольф, фото-сесія, караоке, маджонґ, шьоґі, Гран-прі Кабаре Клубу, викидайло та Маджіма Констракшн.

## Сюжет
Казума Кірію виявляється втягнутим у конфлікт між Кланом Тоджьо і Альянсом Омі, суперницькою організацією якуза з Осаки. П'ятого голову клану Тоджьо, вбито і Кірію, відомий в злочинному світі як Дракон Доджіми, має вирушити до Сотенборі в Осаці, щоб спробувати домовитися про мир між ворогуючими кланами, але Рюджи Ґода, відомий як Дракон Кансай, не зупиниться ні перед чим, щоб розв'язати війну між двома кланами. Кілька акторів з оригінальної гри були замінені для ремейку: Хісакава Ая зіграла Саяму Каору, Хакурю — Такашіму Рьо, Хоука Кіношіта — Курахаші Ватару та Кімура Юічі — Бешо Цутомо.
Нова сюжетна лінія під назвою «Сага про Маджіму» зосереджується на Ґоро Маджімі (Хіденарі Уґакі) і розповідає, чому він покинув клан Тоджьо і заснував легальну будівельну компанію «Маджіма Констракшн» між подіями Yakuza і Yakuza 2.

### Сага про Маджіму
У лютому 2006 року п'ятий голова клану Тоджьо, Юкіо Терада, оголошує план реформування клану, який вимагає заміни на посаді капітана. На основі прибутків принесених клану, на цю посаду претендують нові члени організації Акінобу Уемацу (Танака Міу) та Кеї Ібучі (Коясу Такехіто), а також ветеран клану — Маджіма Ґоро. Однак Маджіма не зацікавлений у цій посаді і бере участь лише для того, щоб інші сім'ї могли об'єднатися і не дати новачкам захопити владу в клані. Пізніше в Камурочо Маджіма потрапляє в засідку, влаштовану кількома вбивцями. Швидко розправившись з ними, Маджіма повертається до свого офісу, де знаходить своїх людей, побитих нібито організацією Уемацу. Ґоро вирушає до їхнього офісу, де знаходить тіло патріарха Уемацу з простріленою головою. Після короткого розслідування, Маджіма дізнається, що одного з його підлеглих, Рьоту Кавамуру (Такеда Наото), бачили на місці злочину. Він вирушає до Сотенборі, щоб розшукати Кавамуру, і зрештою дізнається, що той має великий борг за азартні ігри, яким його шантажує патріарх Ібучі. У сутичці Маджіма вбиває Ібучі, який скористався боргом Кавамури і використав того, щоб позбутися свого конкурента Уемацу та повісити його вбивство на людей Маджіми. Після цього Маджіма повідомляє Тераді про розпуск своєї організації, як жест вибачення за дії Кавамури.
У Сотенборі Ґоро також зустрічає Макімуру Макото (Савашіро Міюкі), яку він врятував від клану Тоджьо 18 років тому. Зараз Макото заміжня і виховує дитину, вона є власницею того ж масажного салону, де вони з Маджімою познайомились, і який вона відновила в надії знайти чоловіка, що врятував її багато років тому. Макото працює тут останній тиждень, оскільки її сім'я незабаром переїжджає за кордон. Приховавши свою особистість, Маджіма дізнається, що Макото досі зберігає свій старий годинник як пам'ять про нього. Пізніше Макото відкриває подарункову коробочку, яку незнайомець передав їй через секретаря масажного салону, і знаходить там нові ремінці для свого пам'ятного годинника в тому ж стилі, що й оригінальні, подаровані Маджімою 18 років тому. Жінка розуміє, що це прощальний подарунок від того, хто піклувався про неї в 1988 році.

## Розробка
Передчасний виток інформації про Yakuza Kiwami 2 трапився 24 серпня 2017 року через тайванський PlayStation Store, тож через два дні гру офіційно анонсували разом з Yakuza: Like a Dragon, Ryu ga Gotoku Online та Fist of the North Star: Lost Paradise. Гра використовує рушій Dragon Engine, який раніше з'явився у Yakuza 6: The Song of Life.

## Оцінки і відгуки
| Агрегатор  | Оцінка                              |
| ---------- | ----------------------------------- |
| Metacritic | PS4: 85/100 ПК: 82/100 XONE: 88/100 |

| Видання        | Оцінка |
| -------------- | ------ |
| GameSpot       | 8/10   |
| IGN            | 8/10   |
| PC Gamer (США) | 88/100 |
| RPGamer        | 4,5/5  |
| RPGFan         | 85/100 |
| Push Square    | 8/10   |

Yakuza Kiwami 2 отримала «загалом позитивний» рейтинг на агрегаторі рецензій Metacritic, набравши 85 балів за версію на PlayStation 4, 88 бали на Xbox One та 82 бали на Microsoft Windows.
Едмонд Тран з GameSpot похвалив оновлену боївку на свіжому рушії, назвавши її «неймовірно приємною» і зауваживши «відновлені класичні механіки» та «повернення фокусу на зброю». Але висловив низку зауважень щодо «Саги про Маджіму», назвавши її «втраченою можливістю»: «[...] яскравий стиль ножового бою Маджіми, який спочатку вражає своїми прийомами, швидко приїдається. [...] Хоча такий стиль може ідеально підходити його персонажу, але без можливості використовувати навколишні предмети або кидати ворогів, тут складно зберегти інтерес до гри. [...] інтерактивні частини його міні-кампанії здаються непотрібним занудством і служать лише як невеличкі перерви між кінематографічними роликами, де персонаж Ґоро Маджіми справді сяє — і це єдина вагома причина пройти цю окрему сюжетну кампанію». Джонатан Логан з RPGFan також похвалив боївку на новому рушії: «Одна з головних пасток, в яку потрапляє більшість ремейків, полягає в тому, що, хоча графіку модернізують, застаріла механіка лишається. У Kiwami 2 про це не варто хвилюватися, адже бойова система гри повністю запозичена з Yakuza 6. Це сучасний, відшліфований традиційний бравлер, набагато більш оптимізований, ніж у Kiwami». Він також залишився в захваті від «чудового саундтреку, з десятками музичних тем, які ніколи не набридають і завжди доповнюють дію» та «надзвичайною грою акторів, котра передає автентичність японського сетингу та культури». За словами Мелінді Хатфелт з Eurogamer: «Kiwami 2 більше нагадує ремейк оригіналу, аніж його ремастер. Я ставлюся до цього двояко. Хоча частина нового контенту допомагає краще розкрити сюжет, більша частина цього контенту, здається, спрямована на те, щоб показати, наскільки «божевільною» може бути франшиза, жертвуючи деякими більш тверезими частинами і, таким чином знищуючи такий необхідний тут баланс».

### Продажі
Yakuza Kiwami 2 стала найбільш продаваною грою в Японії протягом свого дебютного тижня, продавши 131 931 копію. Це стало найслабшим дебютом для всієї серії, тим не менш, такий результат був очікуваним, бо Kiwami 2 став першим і єдиним на той момент тайтлом у серії, що вийшов ексклюзивно для PlayStation 4. Випущена у 2019 році версія для ПК увійшла у список найбільш продаваних новинок місяця в Steam на основі загального доходу за перші два тижні продажів.

### Нагороди
| Рік  | Нагорода             | Категорія                           | Результат | Дж.    |
| ---- | -------------------- | ----------------------------------- | --------- | ------ |
| 2018 | New York Game Awards | Найкращий ремейк                    | Номінація | [ 20 ] |
| 2018 | NAVGTR Awards        | Найкраща анімація/технічна складова | Номінація | [ 21 ] |
| 2018 | NAVGTR Awards        | Відродження класики                 | Номінація | [ 21 ] |